# Эрнольсайм-Брюш
Эрнольсайм-Брюш (фр. Ernolsheim-Bruche) — коммуна на северо-востоке Франции в регионе Гранд-Эст (бывший Эльзас — Шампань — Арденны — Лотарингия), департамент Нижний Рейн, округ Мольсем, кантон Мольсем.
Площадь коммуны — 6,59 км², население — 1580 человек (2006) с тенденцией к росту: 1798 человек (2013), плотность населения — 272,8 чел/км².

## Население
Население коммуны в 2011 году составляло 1717 человек, в 2012 году — 1773 человека, а в 2013-м — 1798 человек.
| 1962 | 1968 | 1975 | 1982 | 1990 | 1999 | 2006 | 2008 | 2011 | 2012 | 2013 |
| ---- | ---- | ---- | ---- | ---- | ---- | ---- | ---- | ---- | ---- | ---- |
| 591  | 704  | 838  | 1285 | 1583 | 1688 | 1580 | 1570 | 1717 | 1773 | 1798 |

Динамика населения:

## Экономика
В 2010 году из 1161 человек трудоспособного возраста (от 15 до 64 лет) 888 были экономически активными, 273 — неактивными (показатель активности 76,5 %, в 1999 году — 72,7 %). Из 888 активных трудоспособных жителей работали 837 человек (432 мужчины и 405 женщин), 51 числились безработными (32 мужчины и 19 женщин). Среди 273 трудоспособных неактивных граждан 83 были учениками либо студентами, 154 — пенсионерами, а ещё 36 — были неактивны в силу других причин.

## Достопримечательности (фотогалерея)

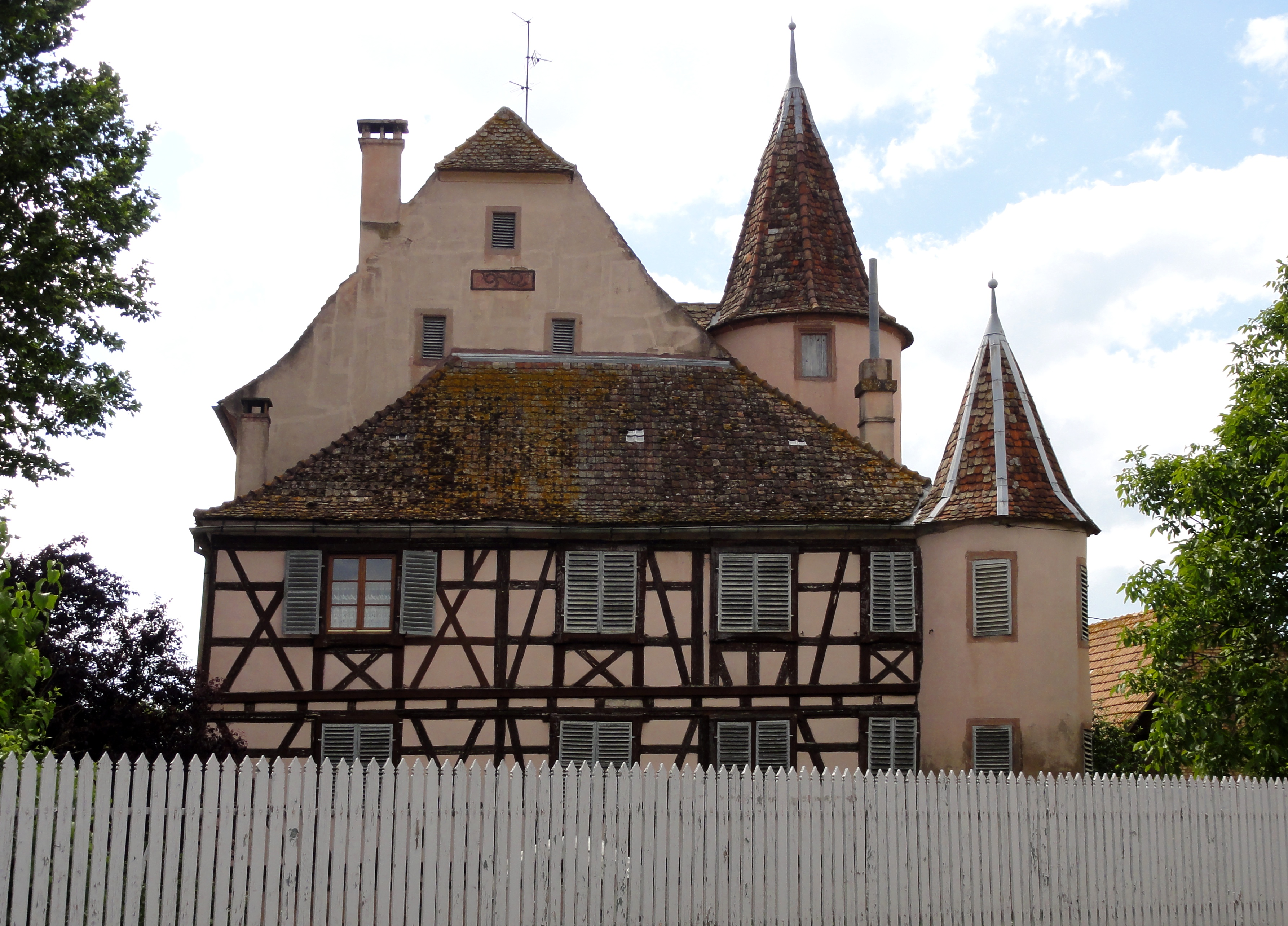
Шато
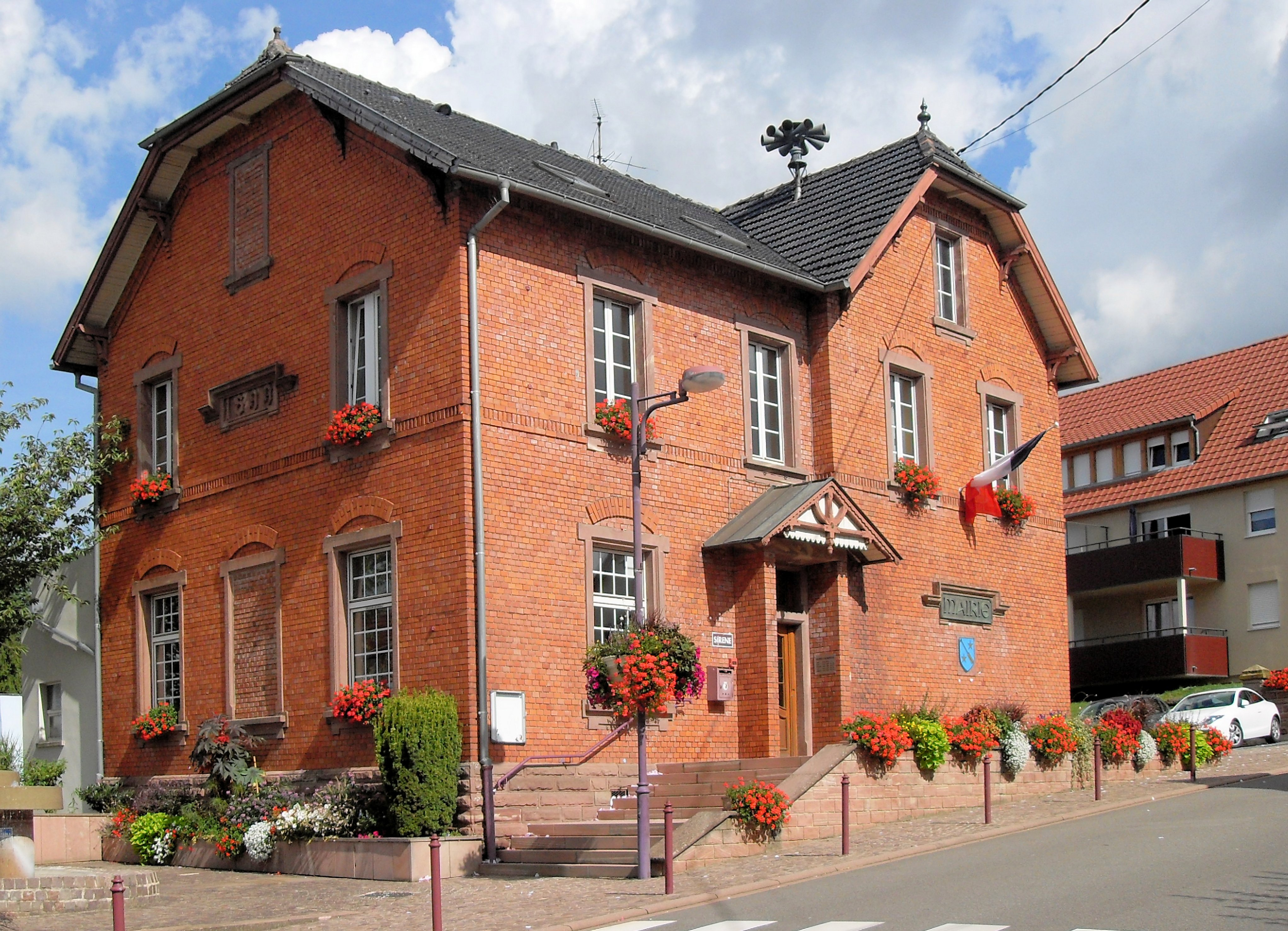
Здание мэрии
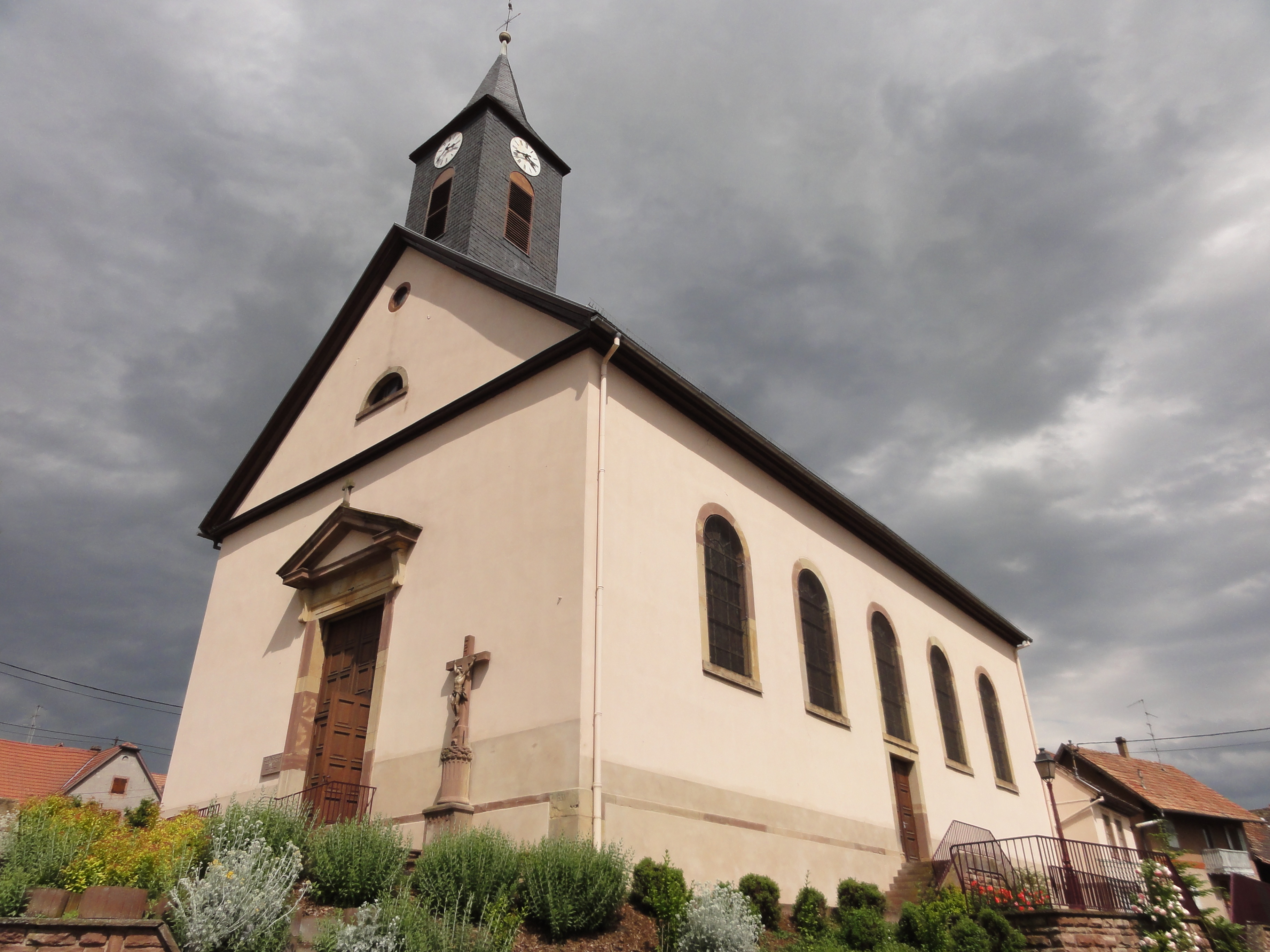
Церковь
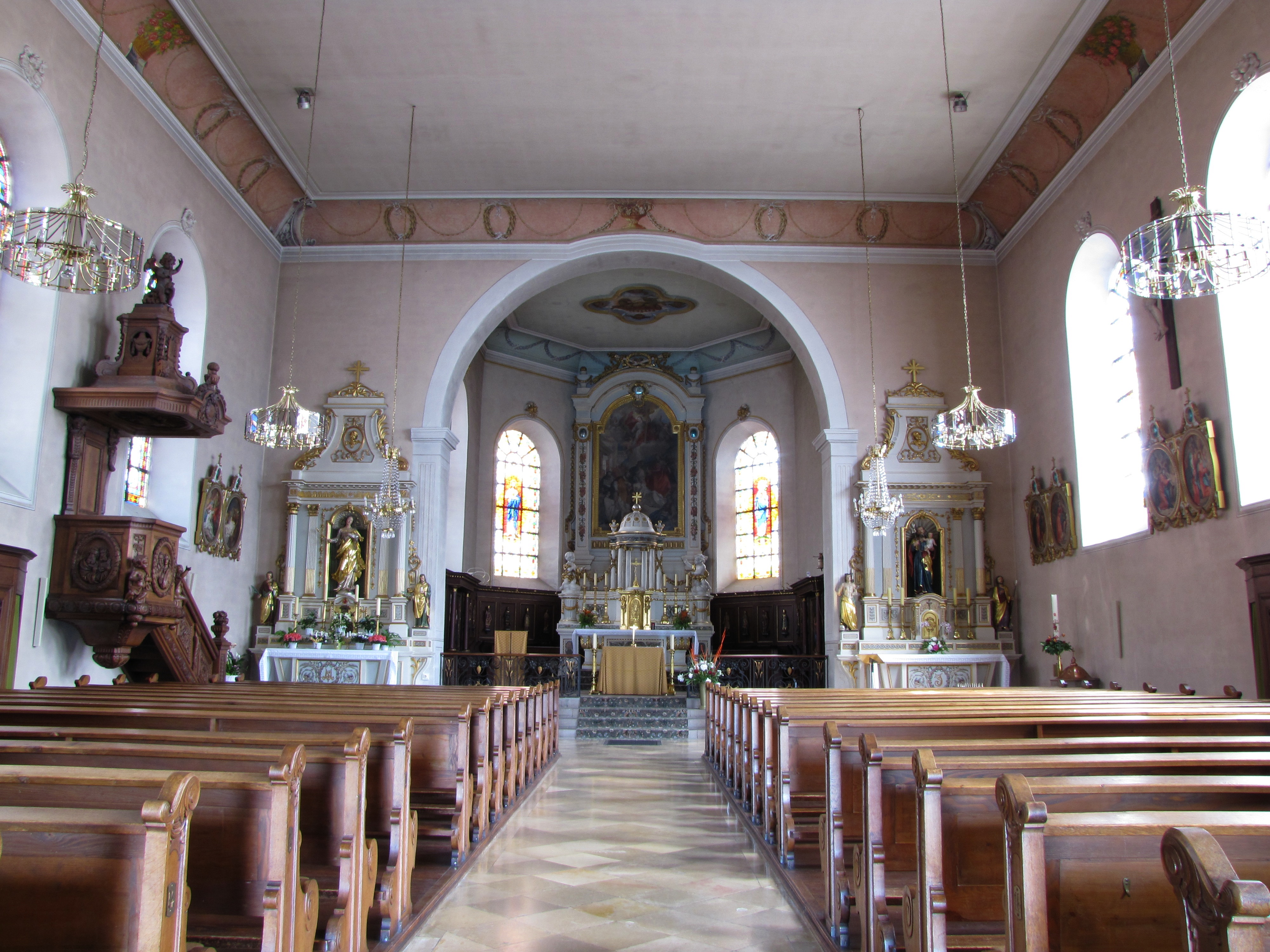
Интерьер
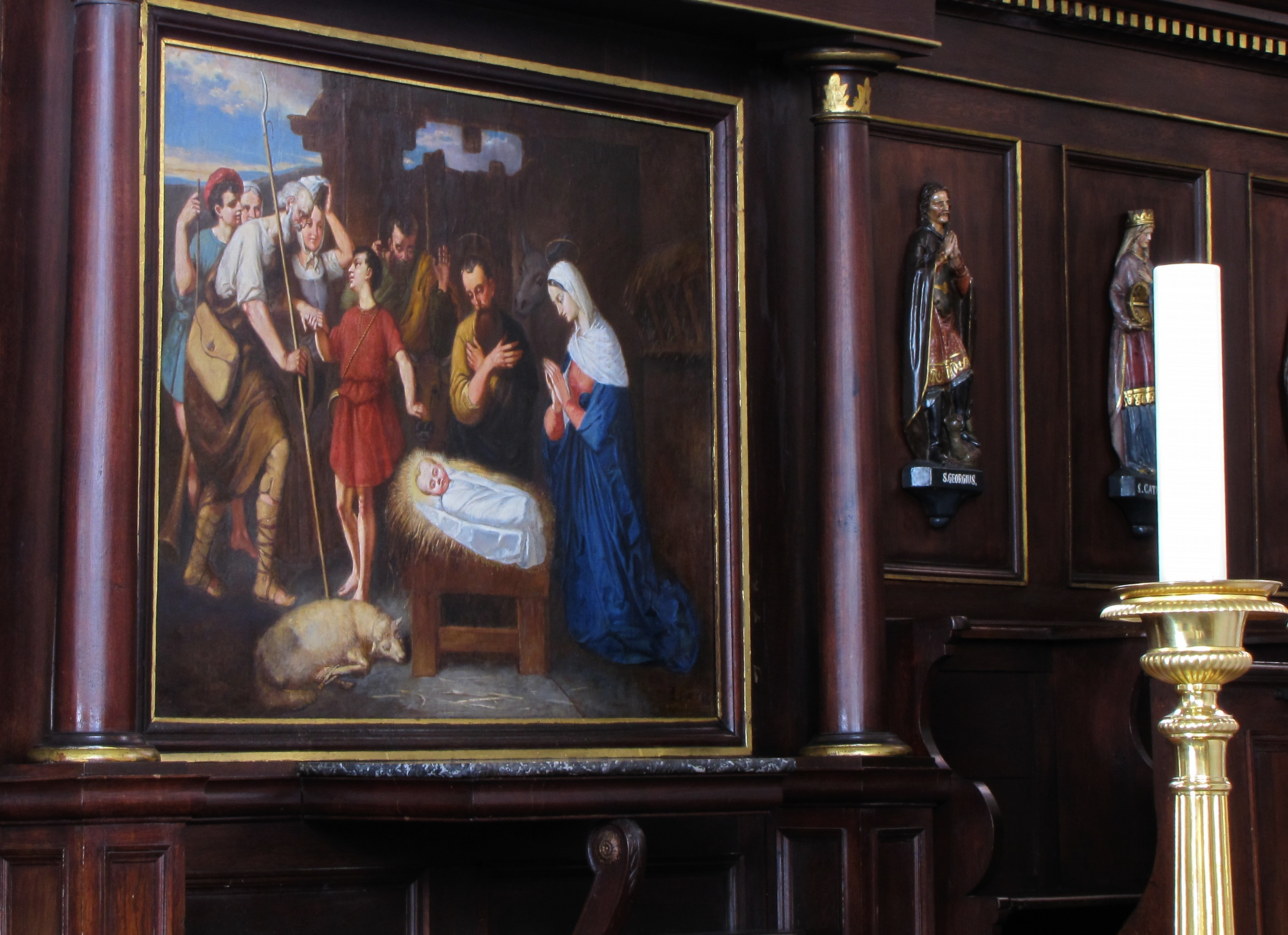
«Nativité» (Ignace Schott, 1877)
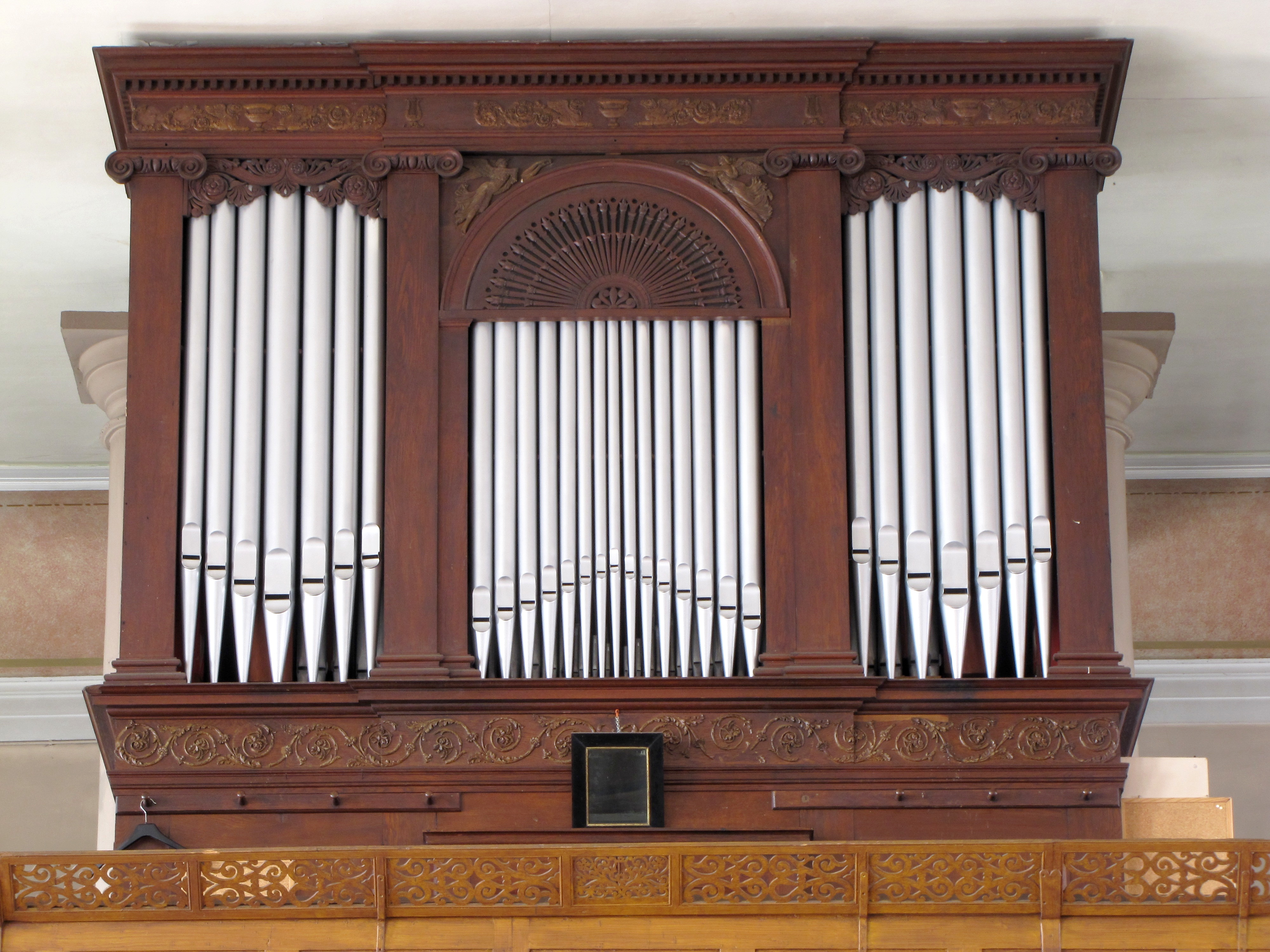
Орган